# Irma Thomas
Irma Thomas (Ponchatoula, Luisiana, Estados Unidos, 18 de febrero de 1941) es una cantante de blues y soul estadounidense, conocida como "La Reina del Soul de Nueva Orleans". En 2007 fue galardonada con un premio Grammy en la categoría de "Mejor Álbum de Blues contemporáneo" por After the Rain.

## Biografía
Nacida como Irma Lee, de niña destacó como cantante en el coro de la iglesia Baptista local, llegando a audicionar con trece años para Specialty Records. Con 19 años ya se había casado dos veces y era madre de cuatro niños. Tomó el apellido Thomas de su segundo marido. A principios de la década de los 60 trabajaba como camarera en Nueva Orleans y ocasionalmente cantaba con la banda de Tommy Ridgley, quien la ayudó a conseguir su primer contrato discográfico con el sello local "Ron". Su primer sencillo "(You Can Have My Husband but) Don't Mess with My Man" fue lanzado en la primavera de 1960, y alcanzó el número 22 en la lista Billboard R&B.
Tras este primer éxito, comenzó a grabar con Minit Records, trabajando con el compositor y productor Allen Toussaint en temas como "It’s Raining" y "Ruler of my Heart". La discográfica Imperial Records adquirió Minit en 1963 y Thomas lanzó al mercado una serie de exitosos sencillos entre los que destacan "Breakaway", su mayor éxito, compuesta por Jackie DeShannon y Sharon Sheeley, "Wish Someone Would Care”,"Anyone Who Knows What Love Is", escrita por Randy Newman y Jeannie Seely, y "Time Is on My Side", grabada previamente por Kai Winding y más tarde por The Rolling Stones. Aunque estos primeros cuatro sencillos con Imperial Records entraron en las listas Billboard, sus lanzamientos posteriores tuvieron una discreta acogida. A finales de la década firma con Chess Records, donde obtuvo cierto éxito con temas como "Good To Me" de Otis Redding. En los 70 se instaló en California, donde continuó grabando con modestos sellos. A principios de la década de los 80 regresó a Luisiana donde abrió un club, "The Lion's Den". 
En 1986, la canción "It's Raining" fue incluida en la banda sonora de la película independiente Down By Law del director Jim Jarmusch. Tras varios años retirada del mundo discográfico, Irma Thomas volvió a grabar, esta vez con la compañía Rounder Records. En 1991 recibe su primera nominación a los premios Grammy por su álbum Live! Simply the Best grabado en San Francisco. En 1999 vuelve a ser nominada a los Grammy por el álbum Sing It!, grabado en colaboración con Marcia Ball y Tracy Nelson.
En 1998 fue elegida "Reina" del Krewe du Vieux durante el Mardi Gras de Nueva Orleans. Irma Thomas actúa anualmente en el New Orleans Jazz and Heritage Festival y suele actuar regularmente en su club, "The Lion's Den". En agosto de 2005, el club, que se encuentra en la zona histórica de la ciudad, se vio muy afectado por el paso del Huracán Katrina. Al año siguiente publicó el álbum 'After the Rain', galardonado con un premio Grammy en la categoría de "Mejor álbum de blues contemporáneo".
En abril de 2007, en reconocimiento por sus contribuciones a la música de Nueva Orleans, fue incluida en el "Salón de la Fama de Luisiana". Ese mismo año participa en el álbum homenaje a Fats Domino, Goin' Home: A Tribute to Fats Domino, interpretando junto a Marcia Ball el tema "I Just Can't Get New Orleans Off My Mind".
En agosto de 2009 publicó un álbum recopilatório, con tres canciones nuevas, titulado The Soul Queen of New Orleans: 50th Anniversary Celebration, en conmemoración por sus cincuenta años de carrera musical.

## Discografía

### Álbumes
- 1964: Wish Someone Would Care
- 1966: Take a Look
- 1973: In Between Tears
- 1977: Irma Thomas Live at the New Orleans Jazz & Heritage Festival
- 1978: Soul Queen of New Orleans
- 1979: Safe with Me
- 1984: Down at Muscle Shoals
- 1986: The New Rules
- 1988: The Way I Feel
- 1991: Live: Simply the Best
- 1992: True Believer
- 1993: Walk Around Heaven: New Orleans Gospel Soul
- 1993: Turn My World Around
- 1997: The Story of My Life
- 1998: Sing It! (junto a Marcia Ball & Tracy Nelson)
- 2000: My Heart's in Memphis: The Songs Of Dan Penn
- 2006: After the Rain
- 2008: Simply Grand
- 2014: Full Time Woman - The Lost Cotillion Album
- 2025: Audience with the Queen (en colaboración con el grupo Galactic)

### Recopilatorios
- 1980: Irma Thomas Sings
- 1986: Break-A-Way: The Best of Irma Thomas (Legendary Masters Series)
- 1983: Time Is on My Side
- 1984: Down at Muscle Shoals
- 1987: Breakaway
- 1987: Breakaway
- 1990: Something Good: The Muscle Shoals Sessions
- 1991: Safe with Me/Irma Thomas Live
- 1992: Time Is on My Side: The Best Of Irma Thomas Volume 1
- 1996: Ruler of Hearts
- 1996: Sweet Soul Queen of New Orleans: The Irma Thomas Collection
- 1996: Time Is on My Side (versión extendida en CD del LP de 1983)
- 2001: If You Want It, Come and Get It
- 2005: Straight from the Soul
- 2006: A Woman's Viewpoint
- 2006: Wish Someone Would Care/Take A Look
- 2009: The Soul Queen of New Orleans: 50th Anniversary Celebration

### Colaboraciones
- 1993: B. B. King, Blues Summit (MCA) Dueto en "We're Gonna Make It"
- 2005: Varios Artistas/I Believe To My Soul (Rhino)
- 2005: Varios Artistas/Our New Orleans (Elektra/Nonesuch)
- 2006: The New Orleans Social Club/Dueto con Marcia Ball en "Look Up" de Sing Me Back Home (Burgundy Records/Honey Darling Records)
- 2007: Varios Artistas, Goin' Home: A Tribute to Fats Domino (Vanguard Records), interpretando "I Can't Get New Orleans Off My Mind" con Marcia Ball.
- 2010: Galactic, Ya-Ka-May voz en "Heart Of Steel"
- 2011: Hugh Laurie, Let Them Talk